# Soufiyan Bouqantar
Soufiyan Bouqantar (souvent Soufian Boukantar, né le 30 août 1993 à Khémisset) est un athlète marocain, spécialiste des courses de fond.

## Carrière
Il remporte la médaille d'or du 5 000 m lors des Jeux panarabes de Doha après disqualification du premier arrivé.

## Palmarès
| Date | Compétition                     | Lieu      | Résultat | Épreuve       | Temps          |
| ---- | ------------------------------- | --------- | -------- | ------------- | -------------- |
| 2011 | Championnats panarabes          | Al-Aïn    | 2e       | 5 000 m       | 15 min 36 s 99 |
| 2011 | Jeux panarabes                  | Doha      | 1er      | 5 000 m       | 13 min 45 s 81 |
| 2013 | Jeux méditerranéens             | Mersin    | 3e       | 10 000 m      | 28 min 57 s 22 |
| 2017 | Jeux de la solidarité islamique | Bakou     | 2e       | 5 000 m       | 13 min 28 s 69 |
| 2017 | Jeux de la solidarité islamique | Bakou     | 3e       | 10 000 m      | 27 min 47 s 59 |
| 2017 | Jeux de la Francophonie         | Abidjan   | 2e       | 5 000 m       | 14 min 11 s 62 |
| 2017 | Jeux de la Francophonie         | Abidjan   | 1er      | 10 000 m      | 29 min 39 s 07 |
| 2018 | Jeux méditerranéens             | Tarragone | 2e       | 5 000 m       | 13 min 56 s 28 |
| 2019 | Championnats panarabes          | Le Caire  | 3e       | 5 000 m       | 13 min 37 s 91 |
| 2021 | Championnats panarabes          | Radès     | 3e       | 5 000 m       | 13 min 47 s 41 |
| 2022 | Jeux méditerranéens             | Oran      | 3e       | Semi-marathon | 1 h 4 min 56 s |

## Records
| Épreuve  | Épreuve   | Temps          | Lieu      | Date         |
| -------- | --------- | -------------- | --------- | ------------ |
| 5 000 m  | Plein air | 13 min 14 s 06 | Barcelone | 29 juin 2017 |
| 10 000 m | Plein air | 27 min 47 s 59 | Bakou     | 20 mai 2017  |